# Heinrich Kruse (Polizist)
Heinrich Kruse (* 10. Oktober 1891 in Bremen; † nach 1944) war ein deutscher Polizist und stellvertretender Befehlshaber der Ordnungspolizei im Wehrkreis VI in Münster.

## Leben
Heinrich Kruse nahm als Leutnant am Ersten Weltkrieg teil und war im Dezember 1921 Hauptmann der Schutzpolizei in Bremen, wo er zuletzt als Major tätig war. 1937 wurde er in den Stab des Befehlshabers der Ordnungspolizei beim Oberpräsidium Münster versetzt. Sein letzter Dienstrang war Oberst. Damit gehörte er als Stabsoffizier der regionalen Leitungsebene der Schutzpolizei an. Vom 1. August 1944 bis zum 14. September war er stellvertretender Befehlshaber der Ordnungspolizei im Wehrkreis VI in Münster.
Kruse trat zum 1. Mai 1937 der NSDAP bei (Mitgliedsnummer 5.837.902).